# Tetramesa maderae
Tetramesa maderae är en stekelart som först beskrevs av Walker 1849.  Tetramesa maderae ingår i släktet Tetramesa och familjen kragglanssteklar. Inga underarter finns listade i Catalogue of Life.